# Camenița, Caraș-Severin
Camenița este un sat în comuna Sichevița din județul Caraș-Severin, Banat, România.